# Wilhelm Brinkmann
Wilhelm Brinkmann (Oberhausen, 25 de outubro de 1910 - 12 de fevereiro de 1991) foi um handebolista de campo alemão, campeão olímpico.
Fez parte do elenco campeão olímpico de handebol de campo nas Olimpíadas de Berlim em 1936.